# Table des caractères Unicode/UAB70
Cette page contient des caractères spéciaux ou non latins. S’ils s’affichent mal (▯, ?, etc.), consultez la page d’aide Unicode.
Table des caractères Unicode U+AB70 à U+ABBF.

## Chérokie – supplément(Unicode 8.0)
Syllabes minuscules du syllabaire chérokie. L’écriture utilise les mêmes chiffres et signes de ponctuation que l’écriture latine.
Les syllabes chérokies majuscules sont codées dans le bloc chérokie (U+13A0 à U+13FF), où ont également été ajoutées (en fin de ce dernier bloc) les syllabes minuscules yé, yi, yo, you, yën (= yv) et mën (= mv) non présentées ici.

### Table des caractères
| en fr  | 0 | 1 | 2 | 3 | 4 | 5 | 6 | 7 | 8 | 9 | A | B | C | D | E | F |
| ------ | - | - | - | - | - | - | - | - | - | - | - | - | - | - | - | - |
| U+AB70 | ꭰ | ꭱ | ꭲ | ꭳ | ꭴ | ꭵ | ꭶ | ꭷ | ꭸ | ꭹ | ꭺ | ꭻ | ꭼ | ꭽ | ꭾ | ꭿ |
| U+AB80 | ꮀ | ꮁ | ꮂ | ꮃ | ꮄ | ꮅ | ꮆ | ꮇ | ꮈ | ꮉ | ꮊ | ꮋ | ꮌ | ꮍ | ꮎ | ꮏ |
| U+AB90 | ꮐ | ꮑ | ꮒ | ꮓ | ꮔ | ꮕ | ꮖ | ꮗ | ꮘ | ꮙ | ꮚ | ꮛ | ꮜ | ꮝ | ꮞ | ꮟ |
| U+ABA0 | ꮠ | ꮡ | ꮢ | ꮣ | ꮤ | ꮥ | ꮦ | ꮧ | ꮨ | ꮩ | ꮪ | ꮫ | ꮬ | ꮭ | ꮮ | ꮯ |
| U+ABB0 | ꮰ | ꮱ | ꮲ | ꮳ | ꮴ | ꮵ | ꮶ | ꮷ | ꮸ | ꮹ | ꮺ | ꮻ | ꮼ | ꮽ | ꮾ | ꮿ |

### Historique

#### Allocation initiale Unicode 7.0 pour un autre bloc
Ces caractères faisaient précédemment partie de la fin du bloc latin étendu – E (initialement défini de U+AB30 à U+ABB0) introduit par Unicode 7.0, mais dont la taille a été ensuite réduite (pour ne plus couvrir que les points de code de U+AB30 à U+AB6F) car aucun caractère n’y avait été attribué avant la version 8.0, cette allocation ayant surestimé les besoins immédiats pour l'écriture latine. Ce changement, purement formel, n’entraine aucune modification dans les documents existants correctement codés dans l’écriture latine (mais peut tromper d'anciens logiciels encore basés sur Unicode 7.0 et qui analyseraient un texte texte chérokie sans s’appuyer sur les propriétés des caractères définis pour en déterminer l’écriture et le segmenter à tort selon l’écriture utilisée ou en déterminer le style de rendu typographique).
| v · d · m | 0 | 1 | 2 | 3 | 4 | 5 | 6 | 7 | 8 | 9 | A | B | C | D | E | F |
| --------- | - | - | - | - | - | - | - | - | - | - | - | - | - | - | - | - |
| U+AB70    |   |   |   |   |   |   |   |   |   |   |   |   |   |   |   |   |
| U+AB80    |   |   |   |   |   |   |   |   |   |   |   |   |   |   |   |   |
| U+AB90    |   |   |   |   |   |   |   |   |   |   |   |   |   |   |   |   |
| U+ABA0    |   |   |   |   |   |   |   |   |   |   |   |   |   |   |   |   |
| U+ABB0    |   |   |   |   |   |   |   |   |   |   |   |   |   |   |   |   |

#### Version initiale Unicode 8.0
| v · d · m | 0 | 1 | 2 | 3 | 4 | 5 | 6 | 7 | 8 | 9 | A | B | C | D | E | F |
| U+AB70    | ꭰ | ꭱ | ꭲ | ꭳ | ꭴ | ꭵ | ꭶ | ꭷ | ꭸ | ꭹ | ꭺ | ꭻ | ꭼ | ꭽ | ꭾ | ꭿ |
| U+AB80    | ꮀ | ꮁ | ꮂ | ꮃ | ꮄ | ꮅ | ꮆ | ꮇ | ꮈ | ꮉ | ꮊ | ꮋ | ꮌ | ꮍ | ꮎ | ꮏ |
| U+AB90    | ꮐ | ꮑ | ꮒ | ꮓ | ꮔ | ꮕ | ꮖ | ꮗ | ꮘ | ꮙ | ꮚ | ꮛ | ꮜ | ꮝ | ꮞ | ꮟ |
| U+ABA0    | ꮠ | ꮡ | ꮢ | ꮣ | ꮤ | ꮥ | ꮦ | ꮧ | ꮨ | ꮩ | ꮪ | ꮫ | ꮬ | ꮭ | ꮮ | ꮯ |
| U+ABB0    | ꮰ | ꮱ | ꮲ | ꮳ | ꮴ | ꮵ | ꮶ | ꮷ | ꮸ | ꮹ | ꮺ | ꮻ | ꮼ | ꮽ | ꮾ | ꮿ |
| --------- | - | - | - | - | - | - | - | - | - | - | - | - | - | - | - | - |